# Баландин, Аркадий Степанович
Аркадий Степанович Баландин — советский хозяйственный, государственный и политический деятель.

## Биография
Родился в 1910 году. Член КПСС.
С 1922 года — на хозяйственной, общественной и политической работе. В 1922—1986 гг. — ученик слесаря, ученик кочегара, масленщик на пароходе «Тургенев» Волжского пароходства, участник монтажа временной электростанции, дежурный инженер, старший механик, начальник строительства паровоздуходувной электростанции, старший инженер, начальник машинного зала, начальник производственного отдела ПВЭС-1, заместитель начальника, начальник паросилового цеха, заместитель главного энергетика по электростанциям, первый заместитель главного энергетика, главный теплотехник, начальник бюро по надзору за техническим состоянием и работой энергооборудования, начальник лабораторного участка защиты воздушной и водной среды, старший инженер Магнитогорского металлургического комбината.
Директор электростанции 1-го ранга.
Умер в Магнитогорске в 2001 году. Похоронен на Правобережном кладбище.